# Bible de Ferrare
La Bible de Ferrare est une Bible hébraïque publiée en 1553 à Ferrare, en Italie du Nord dans le delta du Pô. Elle était destinée aux Juifs chassés d'Espagne en application du décret de l'Alhambra du 29 avril 1492, parmi lesquels un nombre important s'étaient exilés dans des villes d'Italie du Nord prêtes à les accueillir, comme Livourne et Ferrare. Rédigée en ladino, dans sa version de judéo-espagnol calque (forme écrite servant à l'étude de la Torah), et écrite en caractères latins, elle s'inscrivait dans la tradition des traductions de la Bible de l'hébreu à l'espagnol pratiquées depuis assez longtemps par les Juifs de la péninsule ibérique.

## Publication
La Bible de Ferrare est publiée à Ferrare en 1553 dans un contexte favorable : la maison d'Este est à cette époque accueillante pour les Juifs Séfarades chassés d'Espagne, puis pour leurs descendants nouveaux-chrétiens qui décident de revenir à la religion juive et qui doivent de ce fait fuir à leur tour. Vers 1550, l'impression de livres hébraïques devient plus difficile à Venise, qui avait dominé ce marché en Italie durant la première moitié du siècle. Ferrare apparaît comme un lieu propice pour prendre cette place,.
La Bible de Ferrare a été réalisée par le théologien et typographe d'origine espagnole Yom-Tob Atias.
Le texte est dû à Abraham Usque, mais il s'est appuyé sur un texte qui s'est progressivement constitué en Espagne à partir du XIVe siècle.
Le livre a bénéficié d'un privilège du duc de Ferrare, Hercule II.
Deux tirages un peu différents ont été faits de cette édition. L'un (variante B) est dédié à Hercule II (Al yllustrissimo y excellentissimo Señor el Señor Don Hercole da Este El Segundo : quarto Duque de Ferrara, l'autre (variante A) à Gracia Nassi (A la muy magnifica Señora Dona Gracia Naci), qui avait soutenu financièrement la publication. Les colophons diffèrent : le premier donne les noms des imprimeurs en portugais et en castillan et la date dans le calendrier chrétien (en primero de Março de 1553) ; le second donne le nom juif des imprimeurs et la date dans le calendrier hébraïque (en 14 de Adar de 5313). Il s'agit sans doute là, de la part des imprimeurs, d'une manœuvre prudente et subtile qui, en mettant en avant « l’intérêt philologique et humaniste d’offrir la traduction d’une œuvre fondamentale en espagnol, avait pour but de dissimuler une autre partie des exemplaires édités qui visaient une fin autre et étaient destinés à la communauté juive de Ferrare ».

## Description
Le titre figurant au frontispice est : BIBLIA en lengua española traducida palabra por palabra de la verdad hebrayca por muy excelentes letrados, vista y examinada por el oficio de la inquisicion. Le frontispice porte, sous le titre, une gravure représentant une nef au mât brisé, qui symbolise les pérégrinations difficiles des Séfarades.
L'ouvrage est imprimé en alphabet latin et en caractères gothiques, alors que dans l'empire ottoman les communautés séfarades imprimaient les ouvrages écrits en ladino en alphabet hébreu.
Le format du livre est in-folio.

## Influence
Casiodoro de Reina (1520-1594) s'est appuyé largement sur la Bible de Ferrare pour la partie Ancien Testament de sa traduction de la Bible en espagnol (Bâle, 1569), première édition de la Bible dans cette langue.
De nouvelles éditions de la Bible de Ferrare ont été publiées à Salonique en 1568 et, tout au long du XVIIe siècle à Amsterdam.